# F. A. Vinnen & Co.
F. A. Vinnen & Co. ist die älteste bestehende Reederei der Freien Hansestadt Bremen. Das Familienunternehmen F.A. Vinnen & Co. bereedert heute zehn Containerschiffe. Persönlich haftende Gesellschafterin ist die Vinnen Beteiligungsgesellschaft mbH.
Das wieder aufgebaute Verwaltungsgebäude der Firma in Bremen-Mitte am Altenwall 21–23 entstand 1952 nach Plänen von Carl Eeg.
Das Gebäude steht seit 1978 unter Bremer Denkmalschutz.

## Geschichte

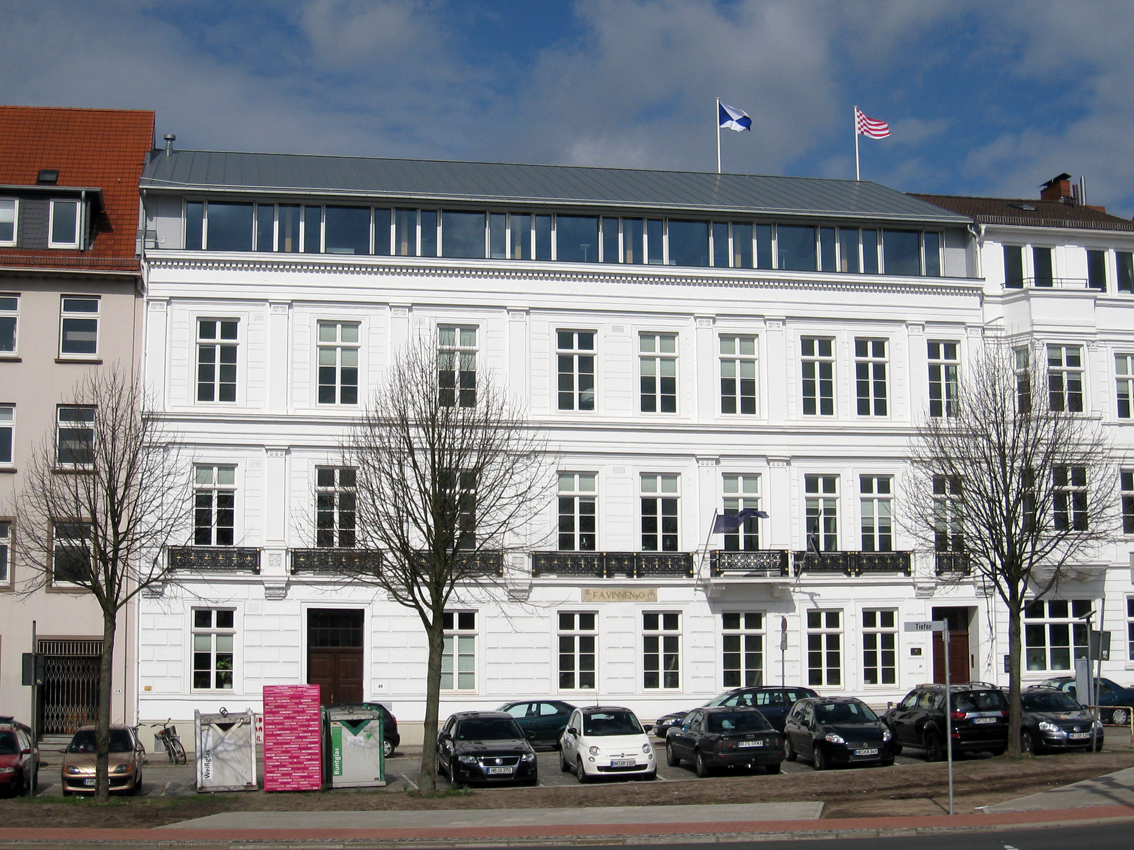
Firmensitz am Altenwall 20–23

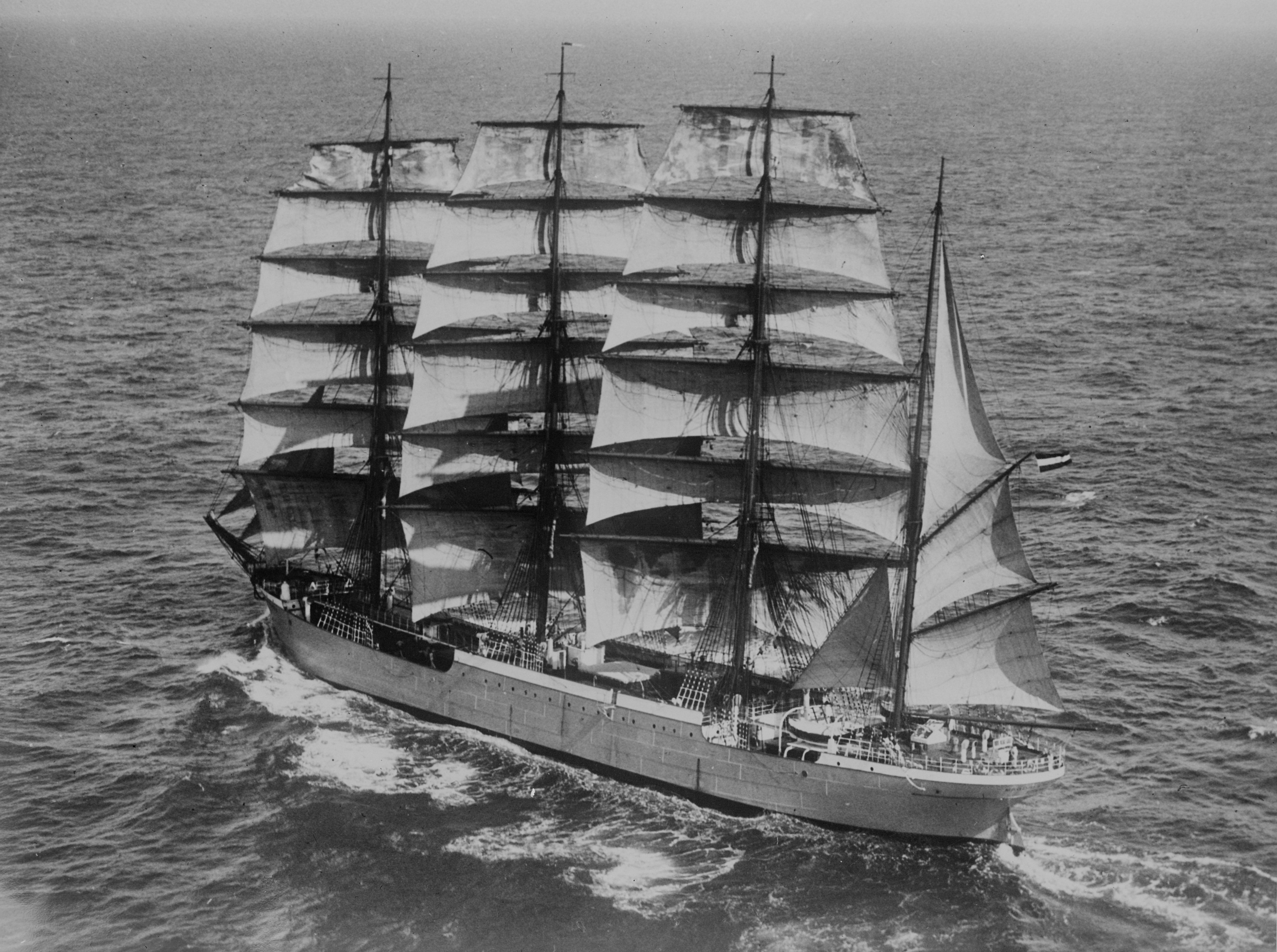
Die Viermastbark Magdalena Vinnen, heute Sedov, 1933

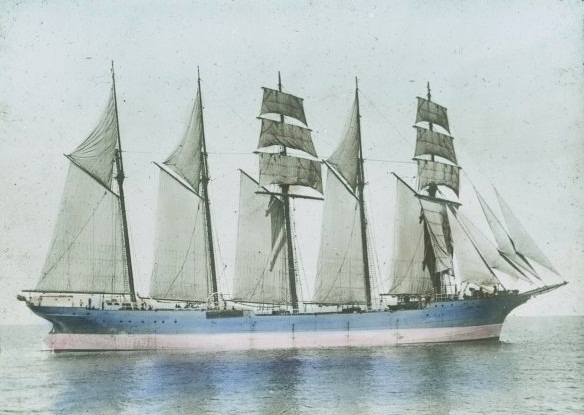
Der Fünfmast - Topsegelschoner Carl Vinnen, 1922

Die Reederei wurde 1819 in Bremen unter dem Namen E. C. Schramm & Co. gegründet. Sie ist damit die älteste bestehende Reederei Bremens und eine der ältesten Reedereien in Deutschland. 1909 übernahm Adolf Vinnen (1868–1926) die Reederei von seinem Vater Christel Vinnen und benannte sie 1911 in F. A. Vinnen & Co. um. In der Folge baute er die Segelschiffflotte des Unternehmens durch Übernahme der Hamburger Rhederei-AG „Alster“, die sechs Viermastbarken besaß, erheblich aus.
Gebäude: 1912 erfolgte der Umzug in das Kontorhaus am Altenwall Nr. 21–23. Dieses heute viergeschossige Haus wurde um 1850 in der Epoche des Klassizismus nach Plänen von Anton Theodor Eggers gebaut und 1912 nach Plänen von Carl Eeg für die Firma Vinnen im Inneren zu einem modernen Kontorhaus umgebaut. Nach schweren Zerstörungen im Zweiten Weltkrieg erfolgte 1952 der Wiederaufbau. Später kam eine Aufstockung mit einem Glasfensterband. Es ist heute (2018) noch der Firmensitz.
In den Gründungsjahren wurde hauptsächlich der Import von Tabak betrieben. Vor dem Zweiten Weltkrieg war Vinnen lange Zeit eine der großen Segelschiffsreedereien. 1921 wurde die Viermastbark Magdalene Vinnen für die Reederei gebaut. Kapitän Lorenz Peters führte das Schiff von seiner Jungfernfahrt 1921 bis in das Jahr 1936. Die Bark ist das bis heute größte Segelschiff der Welt und fährt gegenwärtig als Schulschiff Sedov unter russischer Flagge. 1922 ließ die Reederei fünf Fünfmastgaffelschoner mit Fock- und Mittelrahtopp durch die Fried. Krupp Germaniawerft in Kiel bauen. Diese Schiffe fuhren zusätzlich je vier Rahsegel nach Art des Toppsegelschoners am Fock und am Mittelmast anstelle des Gaffeltopsegels. Diese Art der Takelung wird auch Vinnen-Takelung genannt. Kapitän Ernst Weitendorf war einer seiner Kapitäne.
Segelschiffe: und deren Kapitäne
- 4M Bark MAGDALENE VINNEN (1911–1921), (ex. DUNSTAFFNAGE 1892), (1924 verschrottet)
  - 1911–1913 Dirks, D.F. (*  †)
  - 1913–1914 Peters, Lorenz (* 23.03.1878 Tönning † 27.10.1959)

- 4M Bark SUSANNE VINNEN (1912–1914), (ex. NORTH STAR 1892, ALSTERUFER 1898–1912), (1917 versenkt)
  - 1912–1914 NN,

- 4M Bark ADOLF VINNEN (1912–1914), (ex. SOMALIA 1892, ALSTERDAMM 1900–1912), (1971 verschrottet)
  - 1912–1914 NN,

- 4M Bark BARTHOLD VINNEN (1913–1919), (ex. ALCEDO 1891, ALSTERSCHWAN 1900–1913), (1927 verschrottet)
  - 1913–1919 NN,

- 4M Bark LUCY VINNEN (1912–1919), (ex. ORANASIA 1892, ALSTERFEE 1907–1912), (1925 verschrottet)
  - 1913–1919 NN,

- 4M Bark MAGDALENE VINNEN (1921–1936) (QZJM), (heute SEDOV) (UELO)
  - 1921–1936 JF Peters, Lorenz (* 23.03.1878 Tönning † 27.10.1959)

- 5M GS ADOLF VINNEN (QLRG), (1923 gestrandet)
  - 1923  JF

- 5M GS CARL VINNEN (1922–1939) (QLNF)
  - 1922–1923 JF
  - 1924–1931 Weitendorf, Ernst (* 12.03.1883 Rostock; † 27.06.1975 ebenda)

Nach dem Zweiten Weltkrieg nahm die Reederei den Betrieb mit Motorschiffen neu auf. Die Schiffe fuhren zunächst weltweit auf „Trampfahrt“. In den 1970er Jahren betrieb F. A. Vinnen & Co. zusammen mit der Europa Afrika Linie (EAL) einen regelmäßigen Liniendienst nach Westafrika.
Von 1980 bis 2016 gehörte die Reederei mehrheitlich zum Wünsche-Konzern.

1993 ging die Reederei in die Wünsche Handelsgesellschaft International über, die in den Konsolidierungskreis der Wünsche GmbH & Co. KG einbezogen war.

Seit Ende 2016 ist die Reederei F.A. Vinnen & Co. nicht mehr Teil der Wünsche GmbH & Co. KG und nach dem Rückruf der Geschäftsanteile der Wünsche-Gruppe durch den geschäftsführenden Gesellschafter Michael Vinnen wieder ein reines Familienunternehmen.
Heute fahren neun Containerschiffe der Größen von 2600 bis 5000 TEU unter der blauweißen Traditionsflagge.